# Boldklubben Frem Sakskøbing
Boldklubben Frem Sakskøbing (forkortet B. Frem) er en dansk fodboldklub beliggende i Sakskøbing på Lolland. Klubben blev stiftet i 1906 på initiativ af en løjtnant von Rosen og spiller i sæsonen 2015-16 i LF Serien. Klubben spiller sine hjemmekampe på Inges Auto Park.
Klubben har siden sin grundlæggelse boet på Stadionvej i Sakskøbing.

## Historie
I 1950'erne og 1960'erne var klubben en del af Danmarksturneringen i fodbold, idet klubbens førstehold spillede i divisionerne. Klubbens hidtil fornemste resultat blev opnået i 1960, hvor den spillede sig frem til finalen i DBU's Landspokalturnering. Her tabte klubben i finalen 2-0 til AGF. Kampen var dog også efterfølgende en vigtig del af klubbens og hele Sakskøbings fortælling. Byen var på den anden ende op til finalen, hvortil der afgik særtog fra Sakskøbing til København. Indtægterne fra pokalturneringen blev brugt til at bygge et nyt klubhus, som fortsat fungerede som ramme for boldklkubbens aktiviteter i 2023.